# بيتر كيرنز (لاعب كرة قدم)
بيتر كيرنز (بالإنجليزية: Peter Kearns)‏ هو لاعب كرة قدم بريطاني، ولد في 26 مارس 1937 في ألدرشوت في المملكة المتحدة، وتوفي في 6 يوليو 2014 في وايمث في المملكة المتحدة بسبب خرف. لعب مع لينكولن سيتي أف سي ونادي ألدرشوت ونادي بليموث أرجايل ونادي ويموث.